# Svenska yrkeshögskolan
Svenska yrkeshögskolan (SYH) var en yrkeshögskola i Finland som gav högre utbildningar inom teknik, hälsovård och det sociala området i (Vasa) och kultur i (Nykarleby, Jakobstad).
Verksamheten startades år 1991 som Vasa tekniska temporära yrkeshögskola. Hösten 1997 fick man permanent tillstånd att fortsätta yrkeshögskoleutbildning. Skolans namn ändrades också till Svenska yrkeshögskolan.
Svenska yrkeshögskolan gick samman med Yrkeshögskolan Sydväst 2008 och blev Yrkeshögskolan Novia.

## Se även

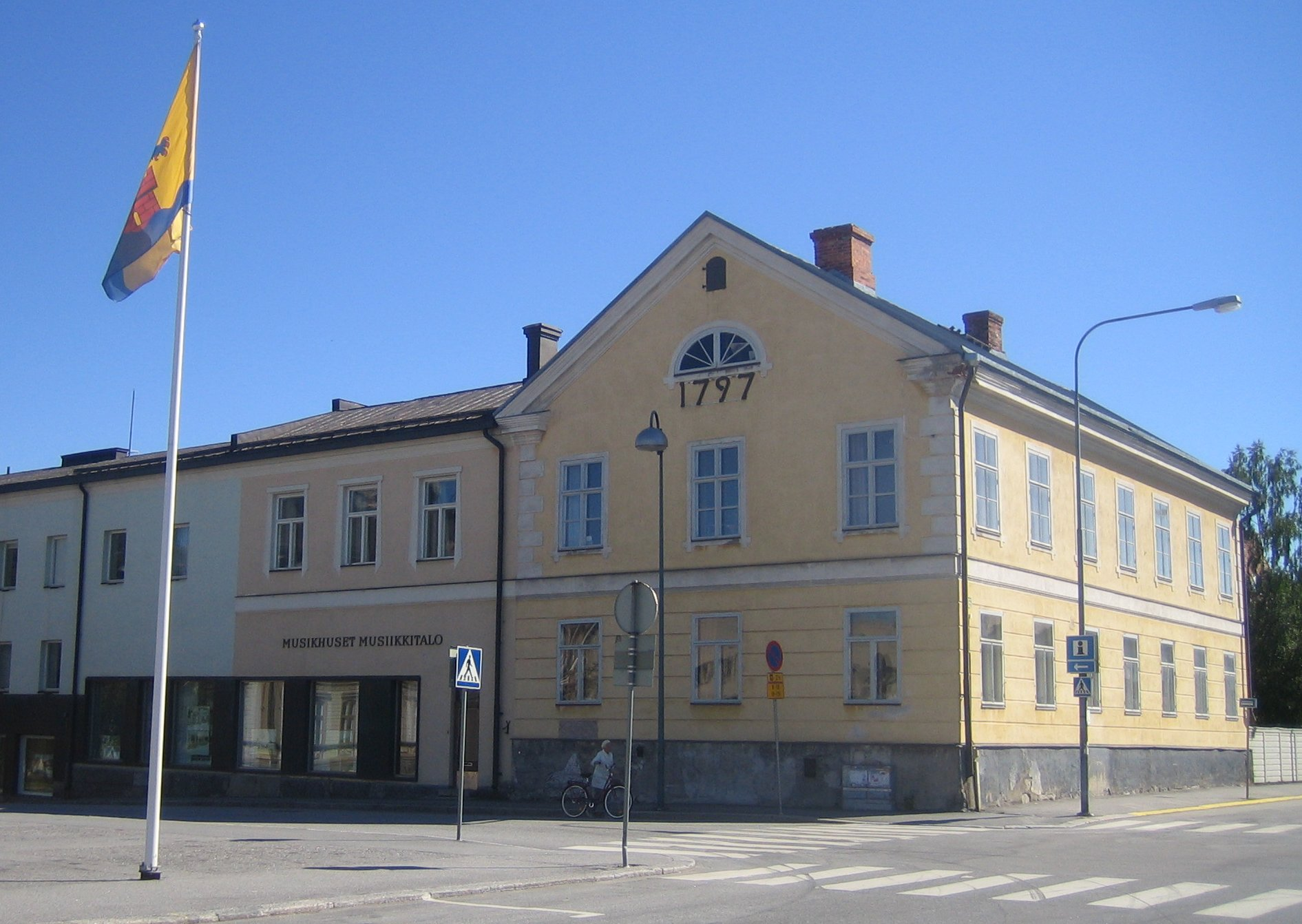
Musikhuset i Jakobstad.